# جدعاوي غربي
جدعاوي غربي قرية سورية تتبع ناحية اليعربية في منطقة المالكية التابعة لمحافظة الحسكة. بلغ عدد سكانها 164 نسمة عام 2004.
تقع على بعد 26 كم تقريبا إلى الغرب من مدينة اليعربية.